# Dicranoloma steenisii
Dicranoloma steenisii är en bladmossart som beskrevs av Klazenga 1996. Dicranoloma steenisii ingår i släktet Dicranoloma och familjen Dicranaceae. Inga underarter finns listade i Catalogue of Life.